# Асоцијација атлантског споразума
Асоцијације атлантског споразума (енгл. Atlantic Treaty Association) је кишобран организација која служи као „инкубатор“ у Евро-Атлантику, а и шире.
Асоцијација спаја заједно политичке лидере, академике и дипломате у циљу промовисања вредности постављених од Северно Атлантског споразума: демократија, политичке слободе, независност, мир, безбедност и владавина права.
Још од завршетка Хладног рата и раскидањем Варшавског пакта, улога Асоцијације Атлантског Споразума се значајно променила. Пратећи рану апликацију за чланство Атлантског Клуба Бугарске, 1992. године устав Асоцијације је измењен како би одговарао придруженим члановима и посматрачима из земаља које нису чланице НАТО-а. Узевши у обзир променљиву природу безбедносних политика, као и НАТО-ву сталну трансформацију, Асоцијација је сада радила изван граница Евро-Атлантика, промовишући нове иницијативе у Централној и источној Европи, Медитерану и Јужном Кавказу.
Асоцијације Атлантског Споразума је активна у НАТО-вим програмима Партнерству за мир и Медитерански дијалог, као и у управљању својом иницијативом, Централни и југоисточни европски безбедносни форум (Central and South Eastern European Security Forum (CSEESF)).
Асоцијације Атлантског Споразума тражи, путем дискусија и политичких канала, подршку за вредности које су постављене Северно Атлантског споразуму: политичке слободе, независност, мир, безбедност и владавина права. Као таква, Асоцијација, служи као форум за дебату у којој чланице асоцијације могу да нађу заједничке интересе и демократске циљеве за стално мењајуће безбедносно окружење двадесетпрвог века.
Асоцијација је тренутно потпуно посвећена укључивању омладине Евро-Атлантика кроз блиску сарадњу са својом омладинском организацијом Youth Atlantic Treaty Association (YATA). Циљ YATA је да едукује и промовише дебате међу долазећим генерацијама у циљу прављења одговорних политичких лидера, који разумеју вредности Северно Атлантског споразума.
Асоцијације Атлантског Споразума чврсто верује у снагу трансатлантских односа - које су основ за стабилност интернационалног система двадесетпрвог века. Као таква, Асоцијација, остаје главна у доношењу вредности са обе стране Атлантика у нади да ће пудупрети граничне циљеве НАТО Алијансе.